# Droga krajowa B378 (Niemcy)
Droga krajowa 378 (Bundesstraße 378, B 378) – niemiecka droga krajowa przebiegająca na osi wschód - zachód od skrzyżowania z drogą B3 w Müllheim im Markgräflerland przez węzeł Müllheim/Neuenburg na autostradzie A5 do granicy z Francją w Badenii-Wirtembergii.